# 北部鉄道支社 (ロシア鉄道)
北部鉄道支社（ロシア語: Северная железная дорога）は、ロシア鉄道公開株式会社の支社（Филиал ОАО «РЖД»）の一つであり、1953年に創設された。アルハンゲリスク州、ヴラジーミル州、ヴォログダ州、コストロマ州、ヤロスラヴリ州、イヴァノヴォ州、コミ共和国のロシア鉄道線および一部がヤマロ・ネネツ自治管区にあるチュム-ラブイトナンギ線を管轄する。本部はヤロスラヴリに設置されている。

## 歴史
最初の開業区間はノフキ - シューヤ - イヴァノヴォ間であり、1868年に開業した。その後、サーヴァ・マモントフが設立したモスクワ・ヤロスラブリ鉄道がアレクサンドロフ - ヤロスラブリ -  ヴォログダ間の鉄道を1870 - 72年にかけて開業させた。ほぼ同時期にルイビンスク - ソンコヴォ間とイヴァノヴォ - キネシマ間も開業した。1894年にヴォログダ - アルハンゲリスク間の鉄道の建設が開始され、1897年に開業した。最短ルートで建設することを優先したため、当時の人口希薄地帯を経由しており、交易路には沿っていない。
サンクトペテルブルク - チェレポヴェツ - ヴォログダ - キーロフ間の鉄道は1906年に運行を開始した。モスクワ・ヤロスラブリ鉄道は1907年に北部鉄道に改称された。ペルミ方面と接続し、これが2001年までの長期にわたりシベリア鉄道の本線の一部になった。コノシャ - ヴォルクタ間を結ぶペチョラ鉄道は1937年から1941年にかけてグラグの囚人によって建設され、コトラスに本部がある。

## 路線
- シベリア鉄道ヤロスラヴリ支線（2001年以前の本線）：アレクサンドロフI駅 - ヤロスラヴリ・グラーヴヌィ駅 - ブイ駅 - ユマ駅
- ヤロスラヴリ・アルハンゲリスク鉄道：ヤロスラヴリ・グラーヴヌィ駅 - ヴォログダ駅 - コノシャ駅 - アルハンゲリスク駅
- ペチョラ鉄道：コノシャ駅 - コトラス駅 - ヴォルクタ駅
- サンクトペテルブルク・ヴォルクタ鉄道：コシュタ駅 - チェレポヴェツ駅 - ヴォルクタ駅 - ブイ駅
- ベリコヴォ・キネシマ鉄道：ベリコヴォ - イヴァノヴォ駅 - キネシマ駅

## 参照
1. ↑  Северная железная дорога